# Ação Peabody

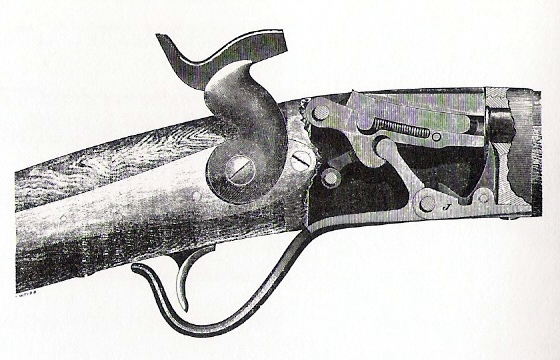
A ação Peabody.

A ação Peabody foi uma das primeiras formas de ação de arma de fogo, onde o pesado bloqueio da culatra se inclinava para baixo através de um ferrolho montado na parte traseira do bloco da culatra, operado por uma alavanca sob o rifle. A ação Peabody geralmente usava um cão externo para disparar o cartucho.
A ação Peabody foi desenvolvida por Henry O. Peabody de Boston, Massachusetts, e foi patenteada pela primeira vez em 22 de julho de 1862. Apesar do rifle Peabody não ter sido aperfeiçoado a tempo para a Guerra Civil Americana, alguns entraram nos testes de 1864 com relatórios favoráveis, e foram produzidos pela "Providence Tool Company".

## Histórico
A maior parte da produção dos rifles Peabody foi para contratos estrangeiros, eles foram adotados pelos militares do Canadá (3.000 unidades), Suíça (15.000), Romênia (30.000), México (8.500) e Espanha (10.000) durante o final da década de 1860 e com o início da Guerra Franco-Prussiana (1870-71), a França adquiriu 33.000 exemplares.

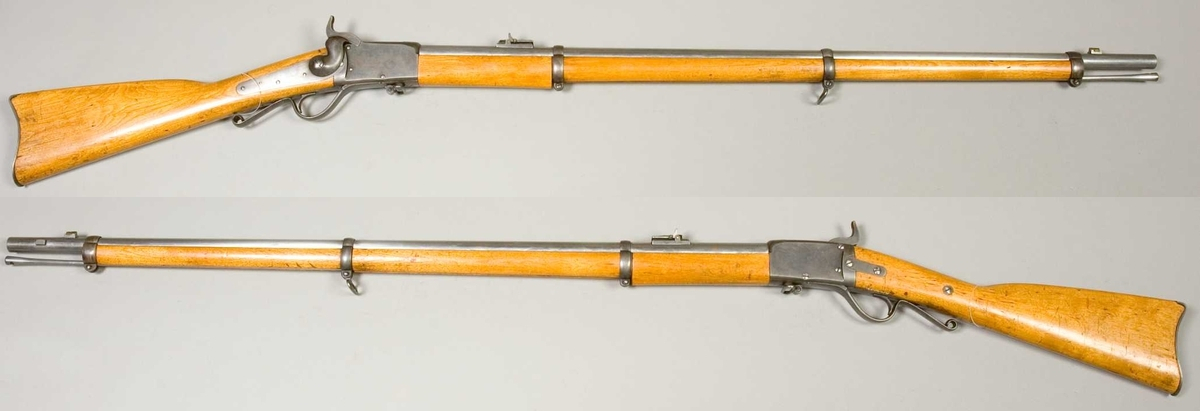
Um rifle Peabody de 1866.

Nos Estados Unidos, o Estado de Connecticut comprou 2.000 rifles c. 1871–1872, Massachusetts 2.941 rifles e Carolina do Sul 350 carabinas c. 1877, todos do modelo espanhol e portanto no calibre .43 Espanhol. Em 1919, os liberianos receberam rifles Peabody através da venda de armas dos EUA. Os rifles Peabody liberianos (600) foram comprados do governo alemão atravéz da Woermann Co. (eles foram capturados do exército francês na guerra de 1870-1871) com 400 carabinas Mauser 1888 e toneladas de pólvora e 200.000 cartuchos de munição em 1910 durante a guerra com a tribo Grebo. O custo foi de $ 20.000.
O rifle Peabody foi um de meia dúzia de rifles diferentes que participaram dos testes de rifle sueco-norueguês de 1866, onde perdeu para o rifle Remington de ação de bloco pivotante (que se tornou o Remington M1867 no serviço norueguês e sueco) devido à sua maior complexidade, com mais peças do que o design Remington.
O armeiro suíço Friedrich von Martini criou uma ação que lembrava um pouco a de Peabody, mas incorporou um mecanismo de percussão interno sem cão e usou uma alavanca acionada pelo mecanismo para bloquear o ferrolho durante o disparo; esse mecanismo de ação acoplado a um cano com estriamento poligonal projetado por Alexander Henry tornou-se o Martini–Henry M1871, que viria a ser o rifle de serviço padrão do Exército Britânico por quase vinte anos (1871-1888).